# Pralognan-la-Vanoise
Pralognan-la-Vanoise är en kommun i departementet Savoie i regionen Auvergne-Rhône-Alpes i sydöstra Frankrike. Kommunen ligger i kantonen Bozel som tillhör arrondissementet Albertville. År 2022 hade Pralognan-la-Vanoise 700 invånare.

## Befolkningsutveckling
Antalet invånare i kommunen Pralognan-la-Vanoise
| Referens: INSEE |